# Ménager
Pour l’article ayant un titre homophone, voir Ménagé.
En France, le paysan ménager (féminin ménagère) de ses biens est un propriétaire moyen produisant de quoi vivre pour lui et sa famille mais moins riche que le paysan laboureur, et possédant entre cinq et quarante hectares, éventuellement une paire de bœufs. Il y en a deux ou trois par village. Il ne vendait sur les marchés que la plus faible partie de sa récolte.
Le terme change de signification selon la province. Dans le Nord, le ménager est un petit propriétaire entre le manouvrier et le laboureur. En se rapprochant du Midi le terme gagne en opulence. Frédéric Mistral qualifie ainsi son père, selon lui sorte d'aristocrate qui fait transition entre le paysan et le bourgeois.
Un ménager est aussi une sorte de vaisselier picard ou champenois.